# Kiteretsu
Kiteretsu Encyclopedia (キテレツ大百科, Kiteretsu Daihyakka) é uma série de mangá e anime de ficção científica de Fujiko F. Fujio, conhecido como o criador de Doraemon e Super Dínamo.  

## Personagens
Eichii Kiteretsu: Descende de um grande inventor chamado D. Kiteretsu que as reinventa e melhora, carinhosamente tratado pelos amigos por Kiteretsu. Dizem os autores ser o primo de Nobita e por sinal muito mais esperto. Na verdade, ele psicologicamente é mais parecido com o Doraemon, tendo a mesma forma de pensar e de agir. 

Korosuke: automata, Uma das Invenções de D. Kiteretsu construída por Eichii. Ele tem um comportamento parecido com o do Nobita Nobi, sendo também humilhado por Gorila e Tongari. Ele é fã de filmes dos samurais, tendo como desejo tornar-se num deles.

Miyoko: apaixonada de Eichii e única rapariga do grupo dos cinco amigos. É uma referência a Shizuka Minamoto do Doraemon. 

Gorila: O forte do grupo, como filho de merceeiros mostra a sua força e coragem para incentivar as crianças a comer legumes. Ele é a referência do Takeshi Goda (Gigante), mas não é tão violento como ele e tem uma melhor relação com as crianças do bairro. 

Tongari: É igual ao Suneo Honekawa. Menino rico do grupo que precisa da mamã para tudo, costuma frequentar a academia mas muitas vezes falta por aventuras do grupo, sem querer.
Benzo: É um estudante universitário. Vive com problemas financeiros por conta de não ter acabado a faculdade. Num dos episódios é revelado que ele tem uma fortuna numa conta bancária e torna-se rico por conta disso. 

## País de produção
O manga foi publicado entre 1974 a 1977 na revista Chagurin - a versão para televisão mostrada no canal Fuji TV de 1988 a 1996.

## Portugal
Em Portugal, com o sucesso do Doraemon, o Canal Panda decidiu começar a passar este anime em 2006, em espanhol com legendas em português. Inicialmente também passava de dia, dando episódios semanalmente por volta das 14:00 (com repetição à 00:00) e aos fins de semana às 17:30, mas alguns anos depois começou a ser "maltratado" pelo canal devido aos horários tardios, dando apenas as três primeiras temporadas. Em 2010, é dada a oportunidade ao Panda Biggs de passar a quarta temporada da série em espanhol com legendas em português, que foi marcada com horários prematuros.

## Brasil
No Brasil, desconhece-se a emissão desta série de anime na televisão.

## Diferenças entre "Kiteretsu" e "Doraemon"
- As personagens eram bastante semelhantes às do Doraemon, o Korosuke era físicamente parecido com o Doraemon, o Kiteretsu com o Nobita de física, a Miyoko com a Shizuka, o Tongari com o Suneo e o Gorila com o Takeshi (Gigante), no entanto, o Gorila não era bruto como ele e a sua mãe era mais calma. As únicas personagens que tiveram as personalidades trocas foram Kiteretsu e Korosuke que Kiteretsu teve uma personalidade psicológica como a do Doraemon e inteligência semelhante à de Dekisugi (um personagem de Doraemon), já a de Korosuke era muito semelhante à do Nobita.
- Ambas as séries têm toques de ficção científica.